# Alois Károlyi
Alois (Alajos) hrabě Károlyi (Aloys / Alajos Graf / gróf Károlyi de Nagy Károly; 8. srpna 1825 Vídeň – 2. prosince 1889 Tótmegyer (dnes Palárikovo), Rakousko-Uhersko) byl rakousko-uherský diplomat, po matce měl původ v moravské rodině Kouniců, po níž také zdědil část majetku. Od mládí byl účastníkem řady diplomatických jednání, později byl dlouholetým rakousko-uherským velvyslancem v Německu (1871–1878) a Velké Británii (1878–1888).  Byl též rytířem Řádu zlatého rouna a dědičným členem uherské Sněmovny magnátů. Jeho zetěm byl pozdější rakousko-uherský ministr zahraničí Leopold Berchtold.

## Životopis
Pocházel z uherské šlechtické rodiny, narodil se jako mladší syn hraběte Ludvíka (Lájose) Károlyiho (1799–1863), c. k. tajného rady, komořího a vrchního župana v Nitře. Matka Ferdinandina (1805–1862) pocházela z významného moravského rodu Kouniců a byla jednou z dědiček posledního knížete Kounice, Aloise Václava. Alois Károlyi vstoupil do diplomatických služeb v roce 1845 a vystřídal nižší funkce v několika evropských metropolích, působil například v Berlíně a Londýně. V roce 1858 byl vyslán se zvláštní diplomatickou misí do Petrohradu, kde měl vyjednat ruskou podporu před rakousko-italskou válkou. Po návratu z Ruska byl krátce vyslancem v Kodani (1858-1859). V letech 1859–1866 byl vyslancem v Berlíně, kde jeho mise skončila v červnu 1866 s vypuknutím prusko-rakouské války. Po skončení války byl delegátem na mírových jednáních v Mikulově. Znovu zastupoval monarchii v Berlíně v letech 1871–1878, tentokrát již s titulem velvyslance. V roce 1878 byl rakousko-uherským delegátem na Berlínském kongresu. Nakonec byl rakousko-uherským velvyslancem v Londýně (1878–1888). Byl též c. k. tajným radou, komořím a v roce 1878 obdržel Řád zlatého rouna. Krátce po návratu z Londýna zemřel na slovenském zámku Palárikovo (tehdy pod názvem Tótmegyer), který jeho rodině patřil do roku 1945. Jeho dalším majetkem byl zámek Stupava.

## Rodina
V roce 1867 se oženil s hraběnkou Františkou Erdödyovou (24. 8. 1842 Praha – 12. 8. 1927 Stupava), s níž měl čtyři děti. Jediný syn Ludwig Laurenz (Lájos Lörinc, 1872–1965) byl dědičným členem uherské panské sněmovny. Dcera Ferdinandina (1868–1955) se provdala za pozdějšího rakousko-uherského ministra zahraničí hraběte Leopolda Berchtolda (1863–1942).
Aloisův bratranec hrabě Ferdinand Trauttmansdorff byl též dlouholetým diplomatem a v době Károlyiho odchodu z Berlína do Londýna jedním ze zvažovaných kandidátů na převzetí funkce velvyslance v Německu.

### Děti
- 1. Ferdinandina (4. 9. 1868 Stupava – 26. 8. 1955 Vídeň)
  - ⚭ (1893) Leopold Berchtold (18. 4. 1863, Vídeň – 21. 11. 1942, Peresznye), hrabě Berchtold z a na Uherčicích, Vratěníně a Polici, velvyslanec Rakousko-Uherska v Rusku 1906–1911, ministr zahraničí Rakouska-Uherska 1912–1915 a nejvyšší komorník císařského dvora 1916–1918
- 2. Geraldina (18. 5. 1870 Vídeň – 16. 5. 1880 Londýn)
- 3. Ludvík (10. 8. 1872 Heiligendamm, Meklenbursko-Přední Pomořansko – 23. 5. 1965 Friesach, Korutany), dědičný člen uherské panské sněmovny
  - ⚭ (1902) hraběnka Johanna Széchenyi de Sárvár-Felsővidék (14. 10. 1872 Nagycenk – 1. 11. 1957 Gmunden)
- 4. Žofie Anna (25. 7. 1875 Oberwart – 4. 10. 1942, Nagymágocs, Csongrád-Csanád)
  - ⚭ (1896) hrabě Imre Károlyi (10. 1. 1873 Macea, Rumunsko – 24. 7. 1943 Nagymágocs)